# Infernal Battles
Infernal Battles — альбом французской блэк-метал-группы Deathspell Omega, выпущенный 20 июня 2000 года на лейбле Northern Heritage. Переиздан в 2003 году фирмой Neuauflag.

## Об альбоме
5 и 8 треки известны по раннему демо Disciples of the Ultimate Void.
Оригинальное, лимитированное издание Infernal Battles является ценным артефактом для фанатов жанра. На аукционах релиз продается за $325-$575.

## Список композиций
| №                   | Название                         | Длительность |
| ------------------- | -------------------------------- | ------------ |
| 1.                  | «The Victory of Impurity»        | 5:02         |
| 2.                  | «Drink the Devil's Blood»        | 4:22         |
| 3.                  | «Extinction of the Weak»         | 5:27         |
| 4.                  | «Sacrilegious Terror»            | 4:56         |
| 5.                  | «Raping Human Dignity»           | 4:20         |
| 6.                  | «The Ancient Presence Revealed»  | 5:39         |
| 7.                  | «Knowledge of the Ultimate Void» | 4:42         |
| 8.                  | «Death's Reign (Human Futility)» | 4:20         |
| Общая длительность: | Общая длительность:              | 38:48        |